# Distrito de Puyusca
El Distrito de Puyusca es uno de los ocho distritos que conforman la Provincia de Parinacochas, ubicada en el Departamento de Ayacucho, (Perú).

## Historia
El distrito fue creado mediante Ley No.12086 del 5 de marzo de 1954, en el gobierno del presidente Manuel Odría. Su capital es el centro poblado de Incuyo. El día de entrega del cargo al primer Alcalde fue el 15 de mayo.[cita requerida]

## Etimología
Fuyusqapampa- palabra Quechua que en la Lengua Castellana significa pampa nublado o pampa de nubes. Incuyo proviene de Kuyoq Oqo palabra Quechua que en la Lengua Castellana significa zona movediza o pantanal.[cita requerida]

## División administrativa

### Centros poblados
- Urbanos
  - Incuyo, con 776 hab.
  - Yuracc-huasi, con 192 hab.
  - Qolloni, con 183 hab.

- Rurales
  - Laqaya, con 295 hab.
  - Puchika, con 100 hab.

### Anexos
Ccolloni,
Quiswarani,
Yuracc-huasi,
Untuco,
Qollawacho,
Lacaya,
Ccollpabamba,
Puchika,
Oscollo,
Wakachipa,
Qayaraq,
Sallasalla,
Calera Alta,
Calera Baja.

### Caseríos
Huashuacha
Ccechcca

## Autoridades

### Alcaldes
- 2023 - 2026[2]
  - Alcalde:

Marco Antonio Zeballos Salas.
- - Regidores:

Alcaldes anteriores
- 1954 - 1956: Ladislao Mosqueira Cornejo (23 años de edad)
- 1957 - 1958: Pedro Menesio De la Cadena Castañeda.
- 1991 - 1992: Ronal Salinas Vizcardo
- 1993 - 1995: Alejandrino Velásquez Mitma
- 1996 - 1998: Luis Vilca Sivirichi.( primer periodo )
- 1999 - 2002: Luis Vilca Sivirichi . (segundo periodo de Gobierno )
- 2003 - 2006: Augusto Rivera Taboada ( primer  periodo)
- 2007 - 2010: Yony Odon Reyes Anampa
- 2011 - 2014: César Augusto Rivera Taboada ( segundo periodo )
- 2015 - 2018: Wilber David  Benites Diestro
- 2019 - 2022 Yony Odon Reyes Anampa